# Raukaua laetevirens
Raukaua laetevirens är en araliaväxtart som först beskrevs av Claude Gay, och fick sitt nu gällande namn av David Gamman Frodin. Raukaua laetevirens ingår i släktet Raukaua, och familjen araliaväxter. Inga underarter finns listade.

## Beskrivning
Arten härstammar från Chile och Argentina. Den växer i regnskogar och nära vattendrag.
Det är en vintergröt träd eller buske, som blir upp till 6 meter hög med askgrå bark. Bladen är ihopsatta, har en ljusgrön glänsande färg och blir 2-8 cm långa.
Blommorna har fem kronblad och är grönvit.